# Ludo Moritz Hartmann

Ludo Moritz Hartmann (um 1900)

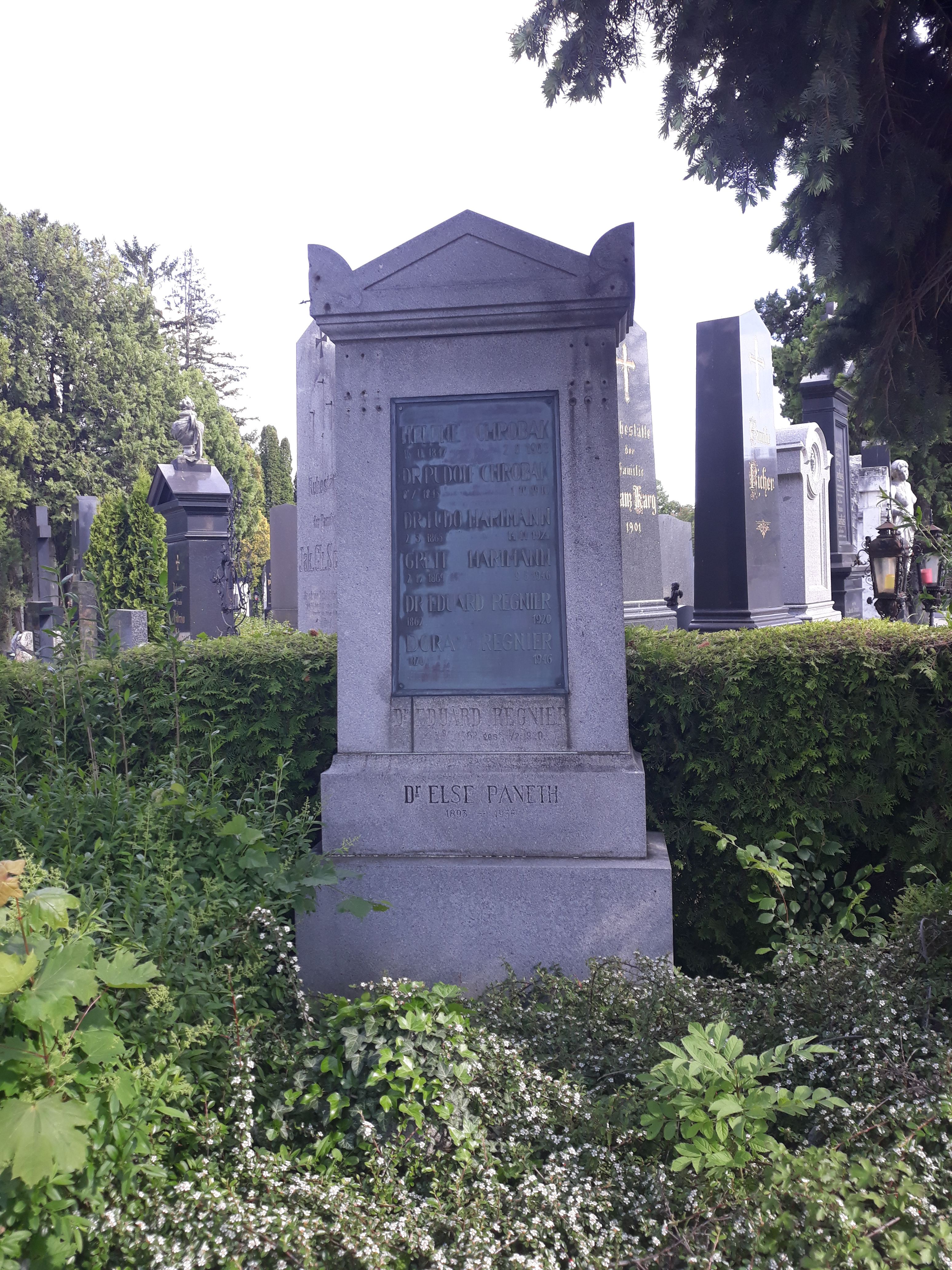
Das Grab von Ludo Moritz Hartmann und seiner Ehefrau Grete geborene Chrobak im Familiengrab auf dem Döblinger Friedhof in Wien

Ludo Moritz Hartmann, auch Ludwig Moritz Hartmann (* 2. März 1865 in Stuttgart; † 14. November 1924 in Wien) war ein österreichischer Historiker, Diplomat und sozialdemokratischer Politiker.

## Leben

### Herkunft und Ausbildung
Ludo Moritz Hartmann war der Sohn des österreichischen Schriftstellers Moritz Hartmann und dessen Ehefrau Bertha, Tochter des Achilles Roediger, einem Internatsleiter in Genf und bürgerlich-liberalen Pädagogen. Er war konfessionslos. Als am 13. Mai 1872 sein Vater verstarb, war er sieben Jahre alt. Zuvor war sein Vater in den letzten Jahren seines Lebens aufgrund einer Erkrankung zunehmend ans Bett gefesselt. Sein Sohn hatte daher in dieser Zeit intensiven Kontakt zu seinem Vater sowie zu den zahlreichen Besuchern und Gästen. Im Hause Hartmann verkehrten Bankiers, Literaten, Wissenschaftler, Ärzte, Künstler und Universitätsprofessoren, unter ihnen der reichsdeutsche Politiker und Abgeordnete Ludwig Bamberger, der Chirurg Theodor Billroth, der Philosophiehistoriker Theodor Gomperz, der Rechtshistoriker Adolf Exner sowie der Historiker Heinrich Friedjung.
Nach dem frühen Tod des Vaters sorgte die 33-jährige Witwe allein für die Erziehung des Sohnes, auf Wunsch des Verstorbenen unterstützt von zwei Mitvormündern, Ludwig Bamberger und dem Wiener Bankier Leopold von Lieben. Hartmann absolvierte das Gymnasium Wasagasse in Wien und studierte die Fächer Geschichte, Rechtsgeschichte und Nationalökonomie an den Universitäten zu Wien und Berlin. Zu seinen Lehrern zählten Otto Hirschfeld, Lujo Brentano und insbesondere Theodor Mommsen.
Nachdem er 1887 mit der Dissertation De exilio apud Romanos (Die Verbannung bei den Römern) in Berlin im Fach Alte Geschichte promoviert worden war, ging er nach Rom. 1888 zog er zu Paul Scheffer-Boichorst nach Straßburg und ging anschließend ans Institut für Österreichische Geschichtsforschung. 1889 erfolgte die Habilitation für Alte und Mittelalterliche Geschichte an der Wiener Universität. Im selben Jahr erhielt er dort eine unbefristete Dozentenstelle für römische und mittelalterliche Geschichte.
Zu den Hauptgebieten seiner Forschungen gehörte die Geschichte Italiens in der Spätantike und im Mittelalter, außerdem arbeitete er an der Edition des Briefregisters Gregors des Großen mit. Überdies verfasste er eine Reihe von teils sehr umfangreichen Beiträgen für Paulys Realencyclopädie der classischen Altertumswissenschaft. Er war von 1893 bis 1900 gemeinsam mit Stephan Bauer, Carl Grünberg und Emil Szanto Herausgeber der Zeitschrift für Social- und Wirthschaftsgeschichte.
Am 21. Januar 1893 heiratete Hartmann Grete Chrobak (1869–1946), die Tochter eines Wiener Gynäkologen. Im selben Jahr wurde Tochter Else (1893–1978, verheiratete Paneth) und 1894 Sohn Heinrich (Heinz) Moritz (1894–1970) geboren. Er wurde am Döblinger Friedhof bestattet.

### Wirken
In Wien begann Hartmann sich in Politik und Verwaltung zu engagieren. Er wurde Leiter der universitären Volksbildungskommission und gründete ab 1900 fünf Volkshochschulen in Wien. In besonderer Weise engagierte er sich – gemeinsam mit Emil Reich – für das Volksheim Ottakring. Auf seiner Tätigkeit fußen die Gründung der Salzburger Hochschulwochen, des Vereins für Abhaltung von wissenschaftlichen Lehrkursen für Frauen und Mädchen (konstituiert am 21. Mai 1900 als Frauenhochschule Athenäum) sowie (im Hinblick auf die Einhaltung des Reichsvolksschulgesetzes) des gegen die Herrschaft der katholischen Hierarchie wirkenden Vereins Freie Schule (konstituiert am 19. März 1905). 1901 trat Hartmann der Sozialdemokratischen Arbeiterpartei bei, ohne sich jedoch jemals parteipolitisch hervorzutun.
1918 wurde er zum außerordentlichen Professor der Geschichte und zum Archivbevollmächtigten für Österreich ernannt. Im Dezember 1918 wurde Hartmann von Karl Renner zum ersten Botschafter der Republik Österreich in Deutschland ernannt. Er blieb es bis November 1920. Hartmann gehörte auch dem Staats- und Verfassungsausschuss der Weimarer Nationalversammlung als beratendes Mitglied an. Mit auf ihn ist die Wahl der Farben Schwarz-Rot-Gold als großdeutsches Symbol zurückzuführen.
Von März 1919 bis November 1920 war Hartmann zudem Abgeordneter der Konstituierenden Nationalversammlung. Im Dezember 1920 folgte seine Vereidigung als Mitglied des Bundesrates. 1922 wurde Hartmann zum ordentlichen Professor ernannt. Er wirkte in diesen Positionen besonders für die Aufarbeitung der Archivalien der jüngstvergangenen Zeit und kämpfte wie schon sein Vater vehement für den Anschluss Österreichs an das Deutsche Reich, den ein besonderer Artikel in der Weimarer Verfassung ausdrücklich vorsah und den auch das Wiener Parlament beschlossen hatte, der aber von den Siegermächten untersagt worden war.

## Ehrungen
Von den Universitäten Heidelberg und Bonn wurde ihm die Ehrendoktorwürde verliehen.
Der Ludo-Hartmann-Platz in Wien-Ottakring ist nach ihm benannt.
Alle zwei Jahre vergibt der Verband Österreichischer Volkshochschulen den Ludo-Hartmann-Preis für herausragende Arbeiten im Interesse der österreichischen Volksbildung.

## Schriften (Auswahl)
- Zur Geschichte der Zünfte im frühen Mittelalter. Felber, Weimar/Berlin 1894 (Google Books).
- Untersuchungen zur Geschichte der byzantinischen Verwaltung in Italien (540–750). Hirzel, Leipzig 1889 (Google Books).
- Geschichte Italiens im Mittelalter. 4 Bände, 1897–1915. Volltexte online: Band 1/4, Band 2/4, Band 3/4, Band 4/4.
- Theodor Mommsen. Eine biographische Skizze. Perthes, Gotha 1908. Volltext online.
- Römische Geschichte. (=Weltgeschichte in gemeinverständlicher Darstellung, Band 3) Perthes, Gotha 1919.
- Grossdeutsch oder kleindeutsch. Perthes, Gotha/Stuttgart 1921.
- Kurzgefasste Geschichte Italiens von Romulus bis Viktor Emanuel. Perthes, Gotha/Stuttgart 1924.
- Das von ihm geleitete Sammelwerk einer Weltgeschichte in gemeinverständlicher Darstellung (7 Teile, 1919–1925) blieb unvollendet.